# Salvador (Serpa)
A Freguesia do Salvador é uma antiga freguesia portuguesa do município de Serpa, com 288,82 km² de área e 4 365 habitantes (2011). A sua densidade populacional era 15,1 hab/km².

Foi extinta e agregada à freguesia de Santa Maria, criando a União das freguesias de Serpa (Salvador e Santa Maria).

## População
| População da freguesia de Serpa (Salvador) (1864 – 2011) | População da freguesia de Serpa (Salvador) (1864 – 2011) | População da freguesia de Serpa (Salvador) (1864 – 2011) | População da freguesia de Serpa (Salvador) (1864 – 2011) | População da freguesia de Serpa (Salvador) (1864 – 2011) | População da freguesia de Serpa (Salvador) (1864 – 2011) | População da freguesia de Serpa (Salvador) (1864 – 2011) | População da freguesia de Serpa (Salvador) (1864 – 2011) | População da freguesia de Serpa (Salvador) (1864 – 2011) | População da freguesia de Serpa (Salvador) (1864 – 2011) | População da freguesia de Serpa (Salvador) (1864 – 2011) | População da freguesia de Serpa (Salvador) (1864 – 2011) | População da freguesia de Serpa (Salvador) (1864 – 2011) | População da freguesia de Serpa (Salvador) (1864 – 2011) | População da freguesia de Serpa (Salvador) (1864 – 2011) |
| -------------------------------------------------------- | -------------------------------------------------------- | -------------------------------------------------------- | -------------------------------------------------------- | -------------------------------------------------------- | -------------------------------------------------------- | -------------------------------------------------------- | -------------------------------------------------------- | -------------------------------------------------------- | -------------------------------------------------------- | -------------------------------------------------------- | -------------------------------------------------------- | -------------------------------------------------------- | -------------------------------------------------------- | -------------------------------------------------------- |
| 1864                                                     | 1878                                                     | 1890                                                     | 1900                                                     | 1911                                                     | 1920                                                     | 1930                                                     | 1940                                                     | 1950                                                     | 1960                                                     | 1970                                                     | 1981                                                     | 1991                                                     | 2001                                                     | 2011                                                     |
| 3 259                                                    | 3 308                                                    | 3 515                                                    | 3 399                                                    | 3 868                                                    | 3 234                                                    | 5 276                                                    | 6 397                                                    | 6 545                                                    | 6 364                                                    | 4 398                                                    | 3 993                                                    | 3 963                                                    | 4 379                                                    | 4 365                                                    |

Nos censos de 1890 a 1930 tinha anexada a freguesia de Santa Iria, que foi extinta pelo decreto-lei nº 27.424, de 31/12/1936, ficando os lugares que a constituiam incluídos nesta freguesia

## Património
- Muralhas de Serpa
- Igreja de Santa Iria